# Protosticta caroli
Protosticta caroli – gatunek ważki z rodziny Platystictidae.